# Kap Robinson
Das Kap Robinson ist ein Kap an der Foyn-Küste des Grahamlands auf der Antarktischen Halbinsel. Es liegt am östlichen Ende der Cole-Halbinsel zwischen dem Cabinet Inlet und dem Mill Inlet. 
Der australische Polarforscher Hubert Wilkins wollte während seines Fluges über diesen Küstenabschnitt am 20. Dezember 1928 irrtümlich eine Insel gesichtet haben, die er nach dem australischen Geschäftsmann und Diplomaten William Sidney Robinson (1876–1963) benannte. Da bei späteren Untersuchungen die Lage der vermeintlichen Insel nicht bestätigt werden konnte, wurde der Name auf dieses Kap übertragen, welches durch Arbeiten des Falkland Islands Dependencies Survey (FIDS) und mithilfe von Luftaufnahmen kartografisch erfasst wurde, die im Jahr 1947 bei der Ronne Antarctic Research Expedition (1947–1948) angefertigt worden waren.